# Laurus
Laurus L. è un genere di piante sempreverdi della famiglia Lauraceae.

## Tassonomia
Il genere Laurus comprende solo 3 specie:
- Laurus azorica (Seub.) Franco - alloro della Macaronesia
- Laurus nobilis L. - alloro comune, diffuso lungo tutte le zone costiere settentrionali del Mar Mediterraneo, dalla Spagna alla Grecia.
- Laurus novocanariensis Rivas Mart., Lousã, Fern.Prieto, E.Días, J.C.Costa & C.Aguiar

### Binomi obsoleti

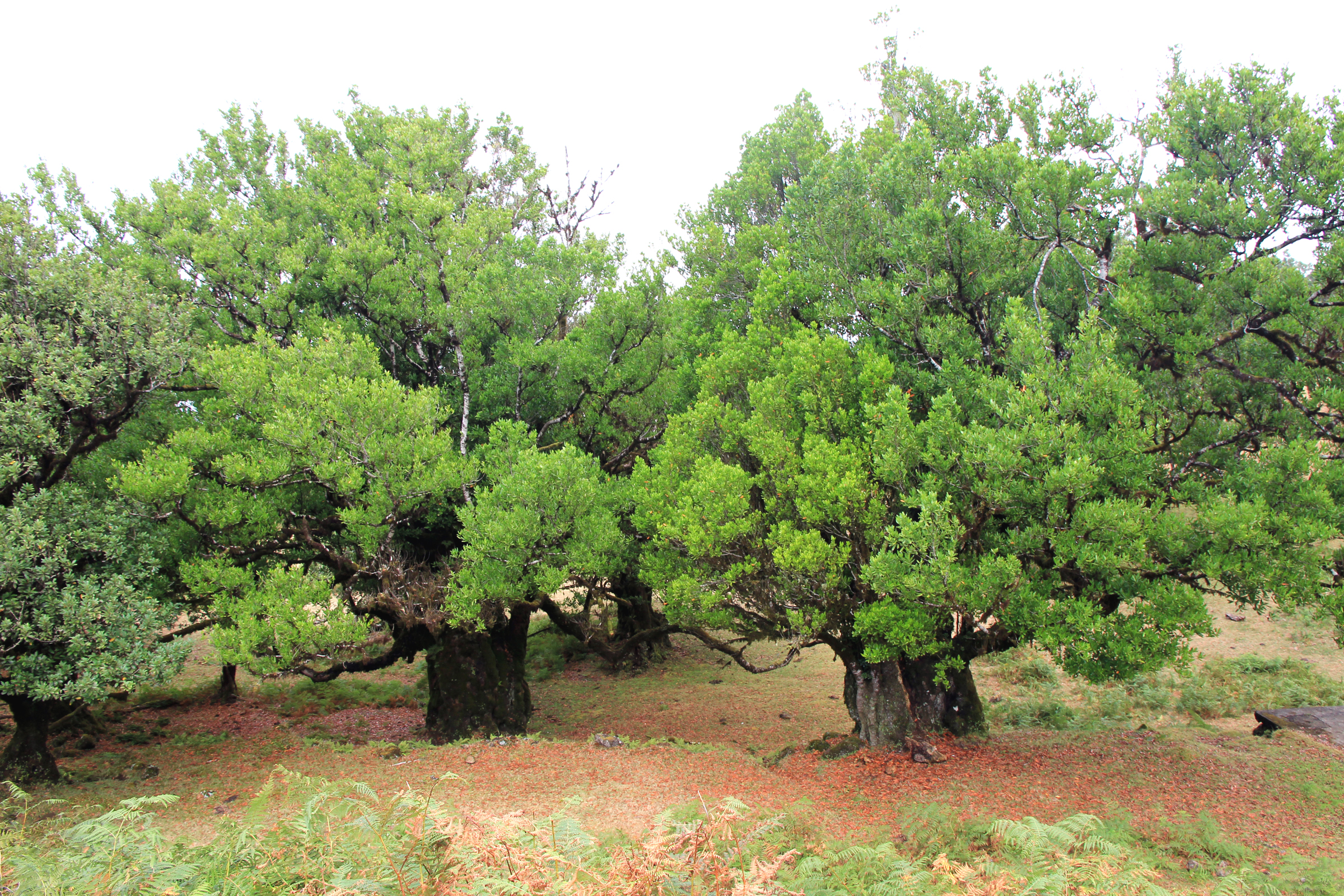
Laurus sp. a Madeira

Altre specie in passato attribuite al genere Laurus sono oggi classificate all'interno di altri generi:
- L. aestivalis L. = Lindera benzoin (L.) Blume
- L. aggregata Sims = Lindera aggregata (Sims) Kosterm.
- L. albida Nutt. = Sassafras albidum (Nutt.) Nees
- L. bejolghota Buch.-Ham. = Cinnamomum bejolghota (Buch.-Ham.) Sweet
- L. benzoin L. = Lindera benzoin (L.) Blume
- L. bullata Burch. = Ocotea bullata (Burch.) E. Mey.
- L. burmannii Nees & T. Nees = Cinnamomum burmannii (Nees & T. Nees) Blume
- L. caerulea Ruiz & Pav. = Persea caerulea (Ruiz & Pav.) Mez
- L. camphora L. = Cinnamomum camphora (L.) J. Presl
- L. chinensis Meisn. = Litsea rotundifolia (Nees) Hemsl.
- L. melissifolia Walter = Lindera melissifolia (Walter) Blume
- L. porrecta Roxb. = Cinnamomum porrectum (Roxb.) Kosterm.